# МБАЛ Велики Преслав
МБАЛ – Велики Преслав е многопрофилна болница за активно лечение, обслужваща населението на общините Велики Преслав и Върбица. Към 2021 г. болницата излиза с печалба от 284 000 лева, тогава неин управител е д-р Йошенка Ненчева.
От 12 септември 2000 г. болницата е регистрирана като самостоятелно юридическо лице, собственик на 100 % от капитала й е общината.
Дейността на болницата е: диагностика и лечение на свръх остри, остри и изострени  хронични заболявания от терапевтично, неврологично и психиатрично естество, рехабилитация, медицински услуги и др.

## История
Строежът й започва през 1911 г. в източната част на новия град, но спира поради започване на Балканската война. От 1916 година започва да работи като третоспепенна околийска болница в малка едноетажна сграда. В нея се разкриват 15 легла от общ профил. Разкриват се лекарски кабинет и болнична аптека, обслужвана от медицински фелдшер. Независимо че в началото на века Преслав е бил много малък град, обществеността е успяла да си издейства сравнително рано държавна болница, каквито в по-големите градове от нашия се построяват много по-късно. След 1950 г. към болницата постепенно се построява сграда за новоразкрития противотуберкулозен диспансер. По-късно съседната училищна сграда се предава към болничния комплекс. Построяват се нова спомагателна сграда и надстройка, а поликлиниката се настанява в частна къща. Така разширена с леглови фонд от 100 легла, болницата обслужва населението до откриване на новата. Околийски лекари са били Борис Спиров, Станко Станков, Петър Петров, Жеко Жеков, Добри Марчев, а градски лекари Христо Янев и Екатерина Иванова.
Започната през 1965 г. със средства на ТКЗС и завършена със средства на държавата. Открива се на 26 декември 1969 г. като районна болница от тогавашния министър на Народното здраве д-р Кирил Игнатов. Със 240 легла и пет отделения: хирургическо, детско, нервно, вътрешно, акушеро-гинекологично. Към болницата е разкрита поликлиника. Главни лекари са били: Борис Спиров, Жеко Жеков, Добри Марчев, Съби Бозаджиев, Петко Диков, Ради Радев, Марчо Костов.

## Структура
Към болницата функционира консултативно-диагностичен блок разполагащ със следните кабинети, лаборатории и отделения:
- приемно-консултативен кабинет
- отделение образна диагностика, рзполагащо със
- скопичен графичен пост, мамограф, ехограф, компютърен томограф (скенер)
- клинична лаборатория

В Болница „МБАЛ – Велики Преслав“ има и стационар, в който функционират следните отделения:
- вътрешно общопрофилно отделениe
- неврологично отделение
- отделение по физикална и рехабилитационна медицина
- психиатрично отделение